# Khan Tengri
Il Khan Tengri (in kazako Хан Тәңірі?, Han Táńiri; in kirghiso Хан-Теңири?, Xan-Teŋiri; in uiguro خانتەڭرى; in cinese semplificato: 汗腾格里峰S, Hànténggélǐ FēngP), nome che in kazako significa "signore del cielo", è la montagna più alta del Kazakistan (7.010 m s.l.m.).

## Geografia
La montagna si trova nella catena montuosa del Tien Shan a est del lago Ysyk-Köl, sul confine tra Kirghizistan, Kazakistan e Cina. La sua elevazione geologica è di 6.995 m, ma il suo limite glaciale sale a 7.010 m.
È la più settentrionale al mondo tra le montagne che superano i 7.000 m, e il secondo monte più alto del Tien Shan (dopo il Pik Pobedy da cui è diviso dal ghiacciaio Inyl'ček e che si trova 16 km più a sud). Il Khan Tengri ha una caratteristica forma a piramide.

## Storia
Il 26 agosto 1999 venne firmato uno storico accordo tra i presidenti della Repubblica Popolare Cinese, delle repubbliche del Kazakistan e del Kirghizistan circa l'appartenenza territoriale della vetta del Khan Tengri. Venne deciso di porre la cima come punto di unione dei confini dei tre Stati.
Il primo ad identificare il monte fu il biologo e geografico russo Pyotr Semyonov, che lo scambiò per la cima più alta del Tien Shan (in realtà il Pik Pobedy, 7439 m).
La prima scalata del monte venne intrapresa, senza successo, dal tedesco Gottfried Merzbacher nel 1902, seguendo le osservazioni sulla possibilità di salita comunicategli dal badioto Franz Kostner. A raggiungere la vetta per primi furono però nel 1931 gli scalatori sovietici Michail Pogrebeckij e  Boris Tjurin, insieme all'austriaco Franz Zauberer. I tre percorsero quella che ancora oggi rappresenta la via normale, che parte dal ghiacciaio Inyl'ček posto a sud.
La seconda spedizione a raggiungere la cima avvenne cinque anni dopo, con una cordata partita da Alma Ata. Gli alpinisti erano Evgenij Kolokol'nikov, Ivan Tjutjunnikov e Leonid Kibardin.

## Accesso alla vetta
Oltre alla via normale, si può raggiungere la cima lungo il crinale sud-occidentale o lungo la parete sud. Molto più difficile è la scalata della parete nord, con più di 3.000 metri di dislivello.